# 상주 옥동서원
상주 옥동서원(尙州 玉洞書院)은 대한민국 경상북도 상주시 모동면에 있는 서원이다. 1984년 12월 19일 경상북도의 기념물 제52호로 지정되었다가, 2015년 11월 10일 대한민국의 사적 제532호로 승격·지정되었다.

## 개요
조선 전기 문신인 황희(1363∼1452)의 학문과 덕행을 추모하기 위해 세운 서원이다.
황희는 태종(재위 1400∼1418)과 세종(재위 1418∼1450)대에 걸쳐 육조 판서 등을 두루 역임하였고 20여년 동안 의정부 최고 관직인 영의정 부사로서 왕을 보좌하였다. 학문에 깊고 성품이 어질며 청렴한 분으로서 조선 왕조를 통하여 가장 이름 높은 재상으로 널리 알려져 있다. 중종 13년(1518)에 ‘백화서원’으로 세운 이 서원은 숙종 41년(1715)에 경덕사와 강당을 짓고 지금 있는 자리로 옮겼다. 정조 13년(1789)에는 나라에서 인정한 사액서원으로 ‘옥동’이라는 이름을 받았다. 흥선대원군의 서원철폐령에 폐쇄되지 않은 47개 서원 중 하나이다.
경내에는 사당과 강당 등 주요 건물 외에 제물을 마련하는 전사청과 서원 관리인이 거처하는 고사, 화직사, 묘직사 등이 있다.
사당인 경덕사는 황희를 중심으로 좌우에 전식·황효헌·황맹헌·황뉴의 위패를 모시고 있다. 가운데는 마루를 구성하고 양 옆으로 온돌방을 배치하였다. 강당은 2층 형식으로 된 기와 건물로 교육 장소와 유림의 회합 장소로 사용하였다. 아래층은 출입문으로 ‘회보문’이란 현판이 걸려 있으며 위층은 난간을 두르고 중앙에는 마루를 두었다. 남쪽은 ‘진밀료’, 북쪽은 ‘윤택료’ 마루에는 ‘청월루’라는 현판이 각각 걸려 있는 것이 특이하다.
지금은 교육 기능은 없어지고 해마다 3월과 9월에 제사를 지내고 있다.

## 사적 승격사유
방촌 황희(黃喜)를 유일하게 배향하는 서원으로 1518년 횡당(黌堂)으로 창건되어 1789년에 사액을 받았으며, 1871년 서원 철폐령 시 훼철되지 않은 서원으로 17~18세기 서원 건축에서 나타나는 강학 쇠퇴와 향사 강화의 배치와 특징이 잘 남아 있고, 역사·문화·경관 요소가 현재까지도 기록과 함께 잘 전승되어 오고 있어 옥동서원은 인문·역사적, 건축적, 학술적 가치가 높다.

## 배향 인물
- 황희
- 황효헌
- 전식
- 황뉴